# Elecciones parlamentarias de Serbia de 2012
Las elecciones parlamentarias se celebraron en Serbia el 6 de mayo de 2012 para elegir a los miembros de la Asamblea Nacional, y se celebraron simultáneamente con las elecciones provinciales, locales y presidenciales .

## Antecedentes
Las elecciones de 2008 dieron lugar a la formación de un nuevo gobierno proeuropeo el 7 de julio de 2008, con los votos provenientes de Por una Serbia Europea del presidente Boris Tadić, y la coalición del Partido Socialista de Serbia, el Partido de los Pensionistas Unidos de Serbia y Serbia Unida (la coalición SPS-PUPS-JS), más seis de los siete representantes de las minorías. El nuevo gobierno eligió a Mirko Cvetković (respaldado por el Partido Demócrata) como Primer Ministro .
En la oposición, el Partido Radical Serbio (SRS), tuvo una división después de las elecciones. El Partido Progresista Serbio (SNS) se separó y encabezado por Tomislav Nikolić y Aleksandar Vučić, quienes fueron figuras importantes en el SRS antes del establecimiento del SNS a finales de 2008. En la mayoría de las encuestas de opinión, ellos y el Partido Demócrata (DS) siguen siendo los dos partidos más populares, y en combinación obtienen al menos el 60 por ciento del voto total cuando se combinan. Otros partidos se quedan muy atrás, luchando incluso por alcanzar cifras de popularidad de dos dígitos.
A principios de 2011, según las encuestas de marketing estratégico el Partido Demócrata, el SNS de la oposición tenía índices de audiencia más altos que los siguientes tres partidos más populares juntos. La oposición intentó promover la celebración de elecciones anticipadas en 2011. Las principales manifestaciones de la oposición en febrero de 2011 se centraron en las difíciles condiciones socioeconómicas, así como en la corrupción generalizada. El objetivo de los manifestantes era celebrar las elecciones antes, en el otoño de 2011. Las protestas no lograron afectar la fecha de las elecciones, que se llevaron a cabo el 6 de mayo de 2012. Al menos entre 50.000 y 70.000 asistieron a las protestas pacíficas que se llevaron a cabo en las calles de Belgrado organizadas por SNS, la más fuerte oposición del país. 
En el otoño de 2011, los carteles y vallas publicitarias que respaldaban a varios partidos salpicaron Belgrado. Las campañas electorales de muchos partidos están en marcha, a pesar de que la fecha de las elecciones se fijó para el primer semestre de 2012.

## Conducta
El Centro para las Elecciones Libres y la Democracia (CeSID) estuvo entre los observadores electorales. CeSID también fue un monitor de elecciones.

## Encuestas

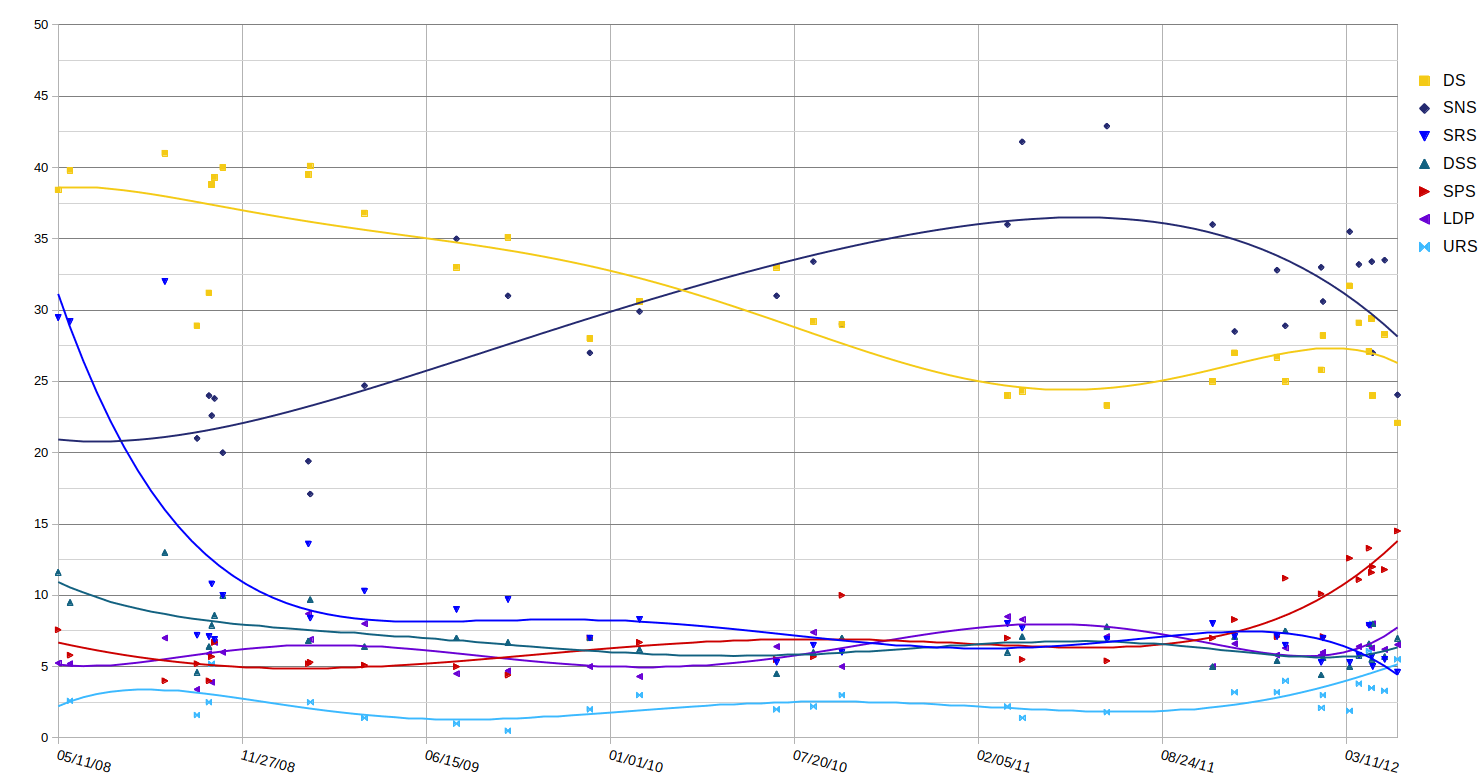
Evolución de las encuestas desde 2008.

| Encuestadora                                                           | Fecha        | Muestra | DS    | SRS   | DSS   | SPS   | LDP  | URS      | SNS   | Otros |
| ---------------------------------------------------------------------- | ------------ | ------- | ----- | ----- | ----- | ----- | ---- | -------- | ----- | ----- |
| Encuestadora                                                           | Fecha        | Muestra |       |       |       |       |      |          |       | Otros |
|                                                                        |              |         |       |       |       |       |      |          |       |       |
| Elecciones                                                             | 6 May 12     | N/A     | 22.07 | 4.62  | 6.99  | 14.51 | 6.53 | 5.51     | 24.05 | 15.72 |
|                                                                        |              |         |       |       |       |       |      |          |       |       |
| Faktor Plus                                                            | 14–22 Apr    | 1,084   | 28.3  | 5.5   | 5.7   | 11.8  | 6.2  | 3.3      | 33.5  | 5.7   |
| IRI                                                                    | 8–9 Apr      | 1,400   | 24    | 5     | 8     | 12    | 8    | 8        | 27    | 8     |
| Faktor Plus                                                            | 2–8 Apr      | 1,160   | 29.4  | 5.7   | 5.5   | 11.6  | 6.3  | 3.5      | 33.4  | 4.6   |
| eizbori.com                                                            | 2–5 Apr      | 1,000   | 27.1  | 7.9   | 6.6   | 13.3  | 7.9  | 6.1      | 27.1  | 4     |
| Faktor Plus                                                            | 18–25 Mar    | 1,184   | 29.1  | 5.8   | 5.8   | 11.1  | 6.4  | 3.8      | 33.2  | 4.8   |
| Partner Consulting Archivado el 5 de abril de 2016 en Wayback Machine. | 5–15 Mar     | 1,400   | 31.7  | 5.3   | 5     | 12.6  | -    | 1.9      | 35.5  | 8     |
| Faktor Plus                                                            | 5–15 Feb     | 1,200   | 28.2  | 7     | 5.6   | 7.1   | 6    | 3        | 30.6  | 12.5  |
| Partner Consulting                                                     | 3–13 Feb     | 1,400   | 25.8  | 5.3   | 4.4   | 10.1  | 5.8  | 2.1      | 33    | 13.5  |
| NSPM                                                                   | 25 Dec–5 Jan | 1,200   | 25    | 6.5   | 7.5   | 11.2  | 6.3  | 4.0      | 28.9  | 10.6  |
| 2012                                                                   |              |         |       |       |       |       |      |          |       |       |
| Faktor Plus                                                            | 19–27 Dec    | 1,200   | 26.7  | 7.1   | 5.4   | 7.1   | 5.8  | 3.2      | 32.8  | 11.9  |
| NSPM                                                                   | 11 Nov       | 1,200   | 27    | 7.1   | 7.1   | 8.3   | 6.6  | 3.2      | 28.5  | 12.2  |
| VIP                                                                    | 18 October   | 1,000   | 25    | 8     | 5     | 7     | 5    | -        | 36    | 14    |
| IFIMES                                                                 | 1–25 Jun     | 1,614   | 23.3  | 6.9   | 7.8   | 5.4   | 7.1  | 1.8      | 42.9  | 4.8   |
| IFIMES                                                                 | 1–25 Mar     | 1,711   | 24.3  | 7.7   | 7.1   | 5.5   | 8.3  | 1.4      | 41.8  | 3.9   |
| Danas                                                                  | 9 Mar        | 1,198   | 24    | 8     | 6     | 7     | 8.5  | 2.2      | 36    | 8.3   |
| 2011                                                                   |              |         |       |       |       |       |      |          |       |       |
| CeSid                                                                  | 3–10 Sep     | 1,800   | 29    | 6     | 7     | 10    | 5    | 3        | 29    | 11    |
| IRI                                                                    | 4–10 Aug     | 1,053   | 29.2  | 6.5   | 6     | 5.7   | 7.4  | 2.2      | 33.4  | 9.6   |
| Danas                                                                  | 1 Jul        | -       | 33    | 5.3   | 4.5   | 5.5   | 6.4  | 2        | 31    | 12.3  |
| TNS Medium Gallup                                                      | 28 Jan–2 Feb | 1,200   | 30.6  | 8.3   | 6.2   | 6.7   | 4.3  | 3        | 29.9  | 11    |
| 2010                                                                   |              |         |       |       |       |       |      |          |       |       |
| CeSid                                                                  | 1–10 Dec     | 5,000   | 28    | 7     | 7     | 7     | 5    | 2        | 27    | 17    |
| Strategic Marketing                                                    | 12 Sep       | 1,500   | 35.1  | 9.7   | 6.7   | 4.4   | 4.7  | 0.5      | 31    | 7.9   |
| Danas Archivado el 14 de noviembre de 2018 en Wayback Machine.         | 18 Jul       | -       | 33    | 9     | 7     | 5     | 4.5  | 1        | 35    | 5.5   |
| IRI                                                                    | 9 Apr        | 2,458   | 36.8  | 10.3  | 6.4   | 5.1   | 8    | 1.4      | 24.7  | 7.3   |
| Politicum Agency                                                       | 9 Feb        | 1,200   | 40.1  | 8.4   | 9.7   | 5.3   | 6.9  | 2.5      | 17.1  | 9.4   |
| Strategic Marketing                                                    | 7 Feb        | -       | 39.5  | 13.6  | 6.8   | 5.2   | 8.7  | (con DS) | 19.4  | 6.8   |
| 2009                                                                   |              |         |       |       |       |       |      |          |       |       |
| Strategic Marketing                                                    | 6 Nov        | -       | 40    | 10    | 10    | -     | 6    | -        | 20    | 14    |
| CeSid                                                                  | 18–28 Oct    | 4,718   | 39.3  | 6.9   | 8.6   | 6.7   | 6.7  | (con DS) | 23.8  | 8     |
| TNS Medium Gallup                                                      | 20–25 Oct    | 1,020   | 38.8  | 10.8  | 7.9   | 5.7   | 3.9  | 5.2      | 22.6  | 5.1   |
| Press Online                                                           | 15–22 Oct    | 1,038   | 31.2  | 7.1   | 6.4   | 4     | 5.9  | 2.5      | 24    | 16.1  |
| Strategic Marketing                                                    | 9 Oct        | -       | 28.9  | 7.2   | 4.6   | 5.2   | 3.4  | 1.6      | 21    | 28.1  |
| Strategic Marketing                                                    | 4 Sep        | -       | 41    | 32    | 13    | 4     | 7    | (con DS) | -     | 3     |
| Strategic Marketing                                                    | 22–24 May    | 1,086   | 39.8  | 29.2  | 9.5   | 5.8   | 5.2  | 2.6      | -     | 7.9   |
|                                                                        |              |         |       |       |       |       |      |          |       |       |
| Elecciones de 2008                                                     | 11 May 08    | N/A     | 38.42 | 29.46 | 11.62 | 7.58  | 5.24 | (con DS) | -     | 7.68  |
|                                                                        |              |         |       |       |       |       |      |          |       |       |

## Resultados
Aproximadamente 6,7 millones de personas tenían derecho a votar en las elecciones. La OSCE emprendió la organización de la votación de los aproximadamente 109.000 votantes serbios en Kosovo. Las mesas de votación estuvieron abiertas de 7:00 a 20:00 y no se reportaron incidentes en todo el país. La participación de votantes a las 18:00 era del 46,34% en Belgrado, del 48,37% en Serbia central y del 47,89% en Vojvodina. La participación de votantes en Kosovo fue del 32%.
| Partido                   | Partido | Votos     | %      | Escaños | +/-   |
| ------------------------- | --- | --------- | ------ | ------- | ----- |
|                           | Empecemos SerbiaPartido Progresista Serbio Movimiento Socialista Movimiento del Poder de Serbia Partido Popular Campesino Liga de Socialdemócratas de Voivodina Nueva Serbia                                             | 940 659   | 24.04  | 73      | Nuevo |
|                           | Elección para una Vida MejorPartido Demócrata Verdes de Serbia Partido Demócrata Cristiano de Serbia Partido Socialdemócrata de Serbia Liga de Socialdemócratas de Voivodina Alianza Democrática de Croatas en Voivodina | 863 294   | 22.06  | 67      | 35    |
|                           | Alianza del SPSPartido Socialista de Serbia Serbia Unida Partido de los Pensionistas Unidos de Serbia | 567 689   | 14.51  | 44      | 24    |
|                           | Partido Democrático de Serbia | 273 532   | 6.99   | 21      | 9     |
|                           | U-TurnLDP Unión Socialdemócrata SPO Serbia Rica | 255 546   | 6.53   | 19      | 6     |
|                           | Regiones Unidas de Serbia | 215 666   | 5.51   | 16      | Nuevo |
|                           | |           |        |         |       |
|                           | Partido Radical Serbio | 180 558   | 4.61   | 0       | 78    |
|                           | Dveri | 169 590   | 4.33   | 0       | Nuevo |
|                           | Alianza de los Húngaros de Voivodina | 68 323    | 1.75   | 5       | -     |
|                           | Movimiento de los Trabajadores y Campesinos | 57 199    | 1.46   | 2       | Nuevo |
|                           | Partido de Acción Democrática de Sandžak | 27 708    | 0.71   | 1       | -     |
|                           | Todos Juntos (Serbia) | 24 993    | 0.64   | 0       | -     |
|                           | Contra Todos | 22 905    | 0.59   | 0       | -     |
|                           | Coalición Albanesa | 13 384    | 0.34   | 1       | -     |
|                           | Otros Partidos | 58 271    | 1.54   | 0       |       |
|                           | |           |        |         |       |
| Votos válidos             | Votos válidos | 3.739.717 |        |         |       |
| Votos Inválidos           | Votos Inválidos | 171 819   | 4.39   |         |       |
| Total                     | Total | 3 911 136 | 100.00 | 250     | 0     |
| Registrados/Participación | Registrados/Participación | 6 770 013 | 57,77  |         |       |